# 回力鞋
回力（Warrior）是中国鞋类品牌，1927年创立，1934年正式命名“回力”。

## 欧美流行
2008年，《魔戒三部曲》中的英国影星奥兰多·布鲁姆穿着回力鞋的照片，引发了欧洲一股复古风潮，并迅速回流中国国内。时尚杂志《ELLE》法国版为回力鞋开出版面做了介绍。阿方索·卡隆说在电影《地心引力》中的中国太空站里也放了一双回力鞋以彰显中国元素。回力面向海外市场更名“勇士”后走红欧美。